# Ле-Мениль-сюр-Бланжи
Ле-Мени́ль-сюр-Бланжи́ (фр. Le Mesnil-sur-Blangy) — коммуна во Франции, находится в регионе Нижняя Нормандия. Департамент коммуны — Кальвадос. Входит в состав кантона Бланжи-ле-Шато. Округ коммуны — Лизьё.
Код INSEE коммуны — 14426.

## Население
Население коммуны на 2010 год составляло 173 человека.
| 1962 | 1968 | 1975 | 1982 | 1990 | 1999 | 2010 |
| ---- | ---- | ---- | ---- | ---- | ---- | ---- |
| 208  | 150  | 120  | 138  | 149  | 184  | 173  |

## Экономика
В 2010 году среди 116 человек трудоспособного возраста (15—64 лет) 90 были экономически активными, 26 — неактивными (показатель активности — 77,6 %, в 1999 году было 66,7 %). Из 90 активных жителей работали 86 человек (45 мужчин и 41 женщина), безработных было 4 (2 мужчин и 2 женщины). Среди 26 неактивных 10 человек были учениками или студентами, 9 — пенсионерами, 7 были неактивными по другим причинам.